# Freistadt, Österrike
Freistadt är en stadskommun i förbundslandet Oberösterreich i Österrike. Den är huvudort i distriktet med samma namn.
Kommunen har 8 187 invånare (2024).
Kommunen består av fyra orter (Ortschaften) (inom parentes invånarantal 1 januari 2024):
- Freistadt (7 654)
- Galgenau (5)
- Sankt Peter (314)
- Trölsberg (214)